# Cantó de Bain-de-Bretagne
El cantó de Bain-de-Bretagne (bretó Kanton Baen-Veur) és una divisió administrativa francesa situat al departament d'Ille i Vilaine a la regió de Bretanya.

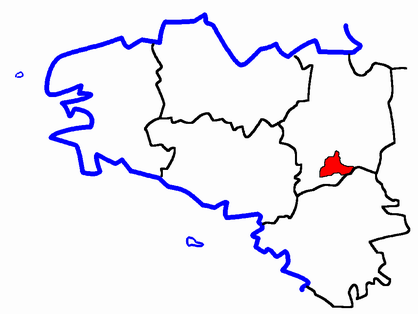
Situació del cantó

## Composició
El cantó aplega 9 comunes :
| Nom francès      | Nom bretó    | Població | km²    | Codi Postal | Codi INSEE |
| Bain-de-Bretagne | Baen-Veur    | 5.516    | 64,77  | 35470       | 35012      |
| Crevin           | Kreven       | 1.723    | 8,31   | 35320       | 35090      |
| Ercé-en-Lamée    | Herzieg-Mez  | 1.156    | 39,21  | 35620       | 35106      |
| La Nöe-Blanche   | Ar Wazh-Wenn | 828      | 23,18  | 35470       | 35202      |
| Messac           | Mezeg        | 2.243    | 41,64  | 35480       | 35176      |
| Pancé            | Pantieg      | 964      | 19,33  | 35320       | 35212      |
| Pléchâtel        | Plegastell   | 1.946    | 36,32  | 35470       | 35221      |
| Poligné          | Polinieg     | 760      | 9,24   | 35320       | 35231      |
| Teillay          | Tilheg       | 786      | 26,21  | 35620       | 35332      |
| Cantó            | Baen-Veur    | 15.922   | 268,21 | -           | 3503       |

## Evolució demogràfica
| 1962   | 1968   | 1975   | 1982   | 1990   | 1999   |
| ------ | ------ | ------ | ------ | ------ | ------ |
| 12.798 | 13.028 | 13.367 | 14.265 | 14.819 | 15.922 |

## Història
| Data d'elecció                           | Identitat          | Partit        | Qualitat |
| ---------------------------------------- | ------------------ | ------------- | -------- |
| -1992                                    | Jean-Michel Bollé  | Divers droite |          |
| 1992-2003                                | Georges Magnant    | UMP           |          |
| 2003-                                    | Jean-Claude Vigour | UMP           |          |
| les dades anteriors no són pas conegudes |                    |               |          |
|                                          |                    |               |          |